# Старшая сестра (картина Бугро, 1869)
«Старшая сестра» (фр. La Sœur aînée, англ. The elder sister) — картина, написанная французским художником Вильямом Бугро (William Bouguereau, 1825—1905) в 1869 году. Размер картины — 51¼ × 38¼ дюйма (130,2 × 97,2 см), размер рамы 171,5 × 139,7 × 14 см.

## История
Картина была передана Хьюстонскому музею изящных искусств в 1992 году в качестве анонимного подарка. Согласно информации на сайте музея, это был дар женщины, пожелавшей остаться неизвестной, в память об её отце. С тех пор картина «Старшая сестра» находится в основной экспозиции (в разделе европейского искусства) и является одним из самых известных экспонатов музея.

## Описание
На картине на фоне сельского пейзажа изображена девочка («старшая сестра»), сидящая на камне и держащая на коленях спящего ребёнка («младшего брата»). Для этой картины художнику позировали его дочь Генриетта (Henriette) и его сын Поль (Paul). Совершенные черты лица девочки, её притягивающий взгляд, расположение рук и ног (её и ребёнка), баланс цветов и композиции, внимание к деталям — всё это характерно для академического стиля живописи Бугро, который считался одним из самых известных европейских художников-реалистов своего времени.
Это не единственная картина художника с таким названием — также известна другая картина Бугро «Старшая сестра», написанная в 1864 году и хранящаяся в Бруклинском музее.